# Vasile Moldoveanu
Vasile Moldoveanu (n. 6 octombrie 1935, Constanța) este un tenor român care a cântat pe marile scene ale lumii.

## Biografie
Tenorul român Vasile Moldoveanu s-a născut la Constanța, în 6 octombrie 1935, și a studiat canto la Conservatorul "Ciprian Porumbescu" din București, sub îndrumarea tenorului Dinu Bădescu, fiind student în clasa pregătită de Octav Enigărescu. A debutat la Opera Română din București la 9 ianuarie 1966, în rolul Arlecchino din Pagliacci de Ruggero Leoncavallo.
Cariera sa în România a fost relativ scurtă. A cântat numai la Opera Română din București (astăzi cunoscută sub numele de Opera Națională București) de-a lungul a șapte stagiuni, între 1966-1971. A cântat în 22 de opere, în general în roluri secundare, dar și în câteva roluri principale: Rinuccio (Gianni Schicchi), Rodolfo (La bohème), Il Duca di Mantova (Rigoletto), Ernesto (Don Pasquale), sau Tamino (Die Zauberflöte - care este și ultimul său spectacol în România, pe data de 23 iunie 1972). De asemenea, apare și pe primele discuri de operă de la Electrecord, în roluri secundare (La traviata, Samson et Dalila, Carmen).
În anul 1971 este invitat de agențiile Viktor Vladarski și Friedrich Pasch la o serie de audiții în Germania. Nefiind membru în P.C.R., a obținut cu dificultate viza de ieșire din țară. Ajunge în Germania în anul 1972 și decide să nu mai revină în România comunistă. Autoritățile pornesc o anchetă și este condamnat la moarte, în contumacie, din cauza interpretării abuzive a unui paragraf din Codul Penal  din 1968, care asocia învinuirea de “refuz al întoarcerii în țară” în timpul unei “misiuni de reprezentare a statului” cu acuzația de “trădare de țară”. În urma modificării Codului Penal în 1973, procesul este rejudecat în contumacie și tenorul Vasile Moldoveanu este condamnat la cinci ani de închisoare și confiscarea averii. Cazuri similare, la fel de neobișnuite, sunt și cel al regizorului român Petrică Ionescu, sau al balerinului Sergiu Stefanschi. 

## Cariera internațională
În anul 1972 debutează în rolul lui Manrico (Il trovatore) la Opera din Regensburg. Apoi, la Amsterdam, va fi Rodolfo (La bohème), apoi Il Duca di Mantova (Rigoletto) la Opera din Saint Gallen. Debutează la Opera de Stat din Viena ca Alfredo (La traviata) în 1973, unde va mai reveni în 1987 în rolul lui Des Grieux (Manon Lescaut). În același an, 1973, debutează în rolul lui Don Carlo din opera omonimă a lui Giuseppe Verdi, unul dintre rolurile emblematice ale lui Vasile Moldoveanu, pe care l-a cântat de 75 de ori în carieră.
În 1974 semnează un contract pe patru ani cu Opera din Stuttgart, condusă la acea vreme de Wolfgang Windgassen. În perioada următoare va cânta în numeroase producții la acest teatru: Lucia di Lammermoor, La bohème, Un ballo in maschera, La traviata. În 1976 este distribuit în opera Rigoletto pusă în scenă de Roman Polansky la Opera din München. În timpul anilor de început petrecuți la operele din Düsseldorf, Stuttgart, München, Berlin, Ludwigsburg este descoperit de Nelly Walter, vicepreședinte al firmei de impresariat Columbia Artists Management, care va deveni managerul artistului pentru o perioadă de 11 ani și care-l propune la Metropolitan Opera din New York. Debutează în 1979 la Covent Garden din Londra în Don Carlo (producția istorică a lui Luchino Visconti).
În 1977 devine Kammersänger al Operei din Stuttgart.
Debutul său la Metropolitan Opera a avut loc la 19 mai 1977, în timpul unui turneu al companiei la Minneapolis/Minesotta, în rolul lui Rodolfo, din opera La bohème, având-o ca parteneră în rolul lui Mimi pe Renata Scotto, alături de care va cânta apoi în mai multe spectacole. La Metropolitan Opera a cântat 105 spectacole, mai mult decât oricare alt tenor român, fiind solistul de naționalitate română cu cele mai multe prezențe în rol principal, de după război. Pentru comparație, în aceeași perioadă în care Vasile Moldoveanu cânta la Metropolitan, 1977-1986, Luciano Pavarotti avea 100 de apariții, Plácido Domingo - 149, iar José Carreras - 51. Tot 105 apariții a avut în perioada interbelică și soprana Amelita Galli-Curci, într-o perioadă similară de 10 ani.
A cântat zece roluri la Metropolitan Opera, fiind transmis în direct la TV în operele Don Carlo (1980 - 11 spectacole), Il tabarro (1981 - 12 spectacole) și Simon Boccanegra (1984 - 27 de spectacole). Pe lângă aceste roluri a cântat Arrigo din I Vespri Siciliani (4 spectacole), Turridu în Cavalleria rusticana (8 spectacole), Cavaradossi în Tosca (3 spectacole), Rodolfo în La bohème (6 spectacole), Des Grieux în Manon Lescaut (14 spectacole), Duca di Mantova din Rigoletto (8 spectacole) și Pinkerton din Madama Butterfly (12 spectacole). Începând cu 1987, după o intervenție chirurgicală complicată, își reduce activitatea pe continentul american. Ultimele sale apariții în Statele Unite sunt la Opera din Denver: Calaf (Turandot) și Des Grieux (Manon Lescaut).
Revenit în Europa, își continuă cariera la Paris (Manon Lescaut - 9 spectacole în 1991 și încă 5 în 1993),  Monaco (I Vespri siciliani și Aida - în regia lui Giancarlo del Monaco), Nice (La fanciulla del West în regia lui Petrică Ionescu), Roma (Turandot), Lisabona (Manon Lescaut), Parma (Don Carlo), Pretoria, Africa de Sud (Un ballo in maschera) și diverse orașe din Germania (Stuttgart și Hamburg în mod special). Practic, singurul teatru de operă de primă mărime unde nu a cântat a fost Teatro alla Scala din Milano, deși au existat discuții pentru un spectacol cu I Vespri siciliani.
Vasile Moldoveanu avea o voce cu un timbru foarte plăcut și vibrant, de tenor liric, așa cum s-a considerat întotdeauna, dar cu un registru acut foarte sigur și puternic, ceea ce i-a permis să abordeze cu succes roluri tipice pentru tenor spinto (Calaf, Don Carlo, Don José, Manrico) dar și dramatice (Radames, Dick Johnson). Vocea sa, comparată uneori cu cea a unor mari tenori din trecut ca Giovanni Martinelli sau Franco Corelli, era dublată și de un fizic suplu și o privire ardentă, ceea ce făcea să fie foarte apreciat în unele roluri, de exemplu Luigi din Il tabarro, în urma transmisiunii TV a acestui spectacol de la Metropolitan ajungând să fie strigat de fani sau de către colegi: “Luigi! Uite-l pe Luigi!”
Paradoxal, deși a avut o carieră importantă, mai ales la Metropolitan Opera, și a fost mediatizat într-o epocă în care transmisiunile TV live erau la începutul lor, Vasile Moldoveanu este puțin cunoscut în România. Această lipsă a notorietății sale a fost cauzată în mod special de cenzura care opera în timpul comunismului în România, chiar în aceeași perioadă în care tenorul român era la apogeul carierei.
În anul 2010, Vasile Moldoveanu a făcut apel la decizia de condamnare cu închisoarea și a fost achitat definitiv. 
În anul 2012, a fost decorat cu ordinul “Steaua României” în grad de Comandor, una dintre cele mai vechi și mai înalte distincții din România.
În prezent, Vasile Moldoveanu locuiește la Monte Carlo și se dedică orelor de master class cu tineri interpreți, în special din România.

## Înregistrări
Înregistrările rămase sunt puține dar există două LP-uri cu arii din opere la casa Intercord, realizate în 1976 și 1978, în afară de cele produse la Electrecord.
- Berühmte Tenor-Arien (1976)
- Neapolitan Songs (1978)

Există însă numeroase înregistrări live ale transmisiunilor radio de la Metropolitan Opera sau diverse bootleg-uri.
- Mascagni: Cavalleria rusticana - Hamburg, 1986 - cu: Galina Savova, Vasile Moldoveanu, Piero Cappuccilli; Dirijor: Ricco Saccani, Orchestra Operei din Budapesta

## Înregistrări video
Spre deosebire de înregistrările de studio, videografia lui Vasile Moldoveanu este mai consistentă:
- Giuseppe Verdi: Don Carlo - cu: Vasile Moldoveanu (Don Carlo), Renata Scotto (Elisabeta de Valois), Tatiana Troyanos (Prințesa Eboli), Sherrill Milnes (Rodrigo, Marchiz De Posa), Paul Plishka (Filip al II lea), Jerome Hines (Il Grande Inquisitore), Peter Sliker (un pădurar), Betsy Norden (Tebaldo), Dana Talley (Contele De Lerma), Barbara Green (Contesa de Arenberg), John Check (un călugăr), Timothy Jenkins (un herald), Therese Brandson (o voce celestă) , Orchestra și corul Metropolitan Opera din New York,  Dirijor: James Levine , Producția : John Dexter  - New York City februarie 1980, În direct de la Metropolitan Opera din New York
- Giacomo Puccini: Il tabarro - cu: Renata Scotto, Vasile Moldoveanu, Cornell Mc Neill, Charles Anthony, Italo Tajo, Bianca Berini, Jeffrey Stamm, Louisa Wohlafka, Michael Best , Orchestra și corul Operei Metropolitane din New York,  Dirijor James Levine ; Producția: Fabrizio Melano . După înregistrări de la Metropolitan Opera din New York, noiembrie 1981
- Giuseppe Verdi: Simon Boccanegra  - Interpreți: Anna Tomova-Sintow, Sherrill Milnes, Vasile Moldoveanu, Paul Plishka ; Dirijor: James Levine, Director artistic: Tito Capobianco
- Giuseppe Verdi: I vespri siciliani   - Distribuția: Guido de Montforte – Eduard Tumagian, Il Sire di Bethume – Alan Charles, Il Conte Vaudemont – Jacques Doumene, Arrigo – Vasile Moldoveanu, Giovanni da Procida – Zenon Kosnowski, La Duchessa Elena – Maria Temesi, Ninetta – Linda Bond Perry, Danieli – Michel Cambon, Tebaldo – Louis Mathieu, Roberto – Patrick Rocco, Manfredo – Alain Munier ; Orchestra Operei din Nisa , Dirijor: Oleg Caetani, înregistrare video a spectacolelor de la Opera din Nisa (15, 17, 19 și 23 iunie 1984)